# Vlag van Bloemendaal

Vlag van Bloemendaal sinds 2019

De vlag van Bloemendaal werd op 22 mei 2019 bij raadsbesluit vastgesteld als gemeentelijke vlag van Bloemendaal. De vlag komt overeen met de voorgaande vlag maar is aangepast aan de situatie sinds de gemeentelijke herindeling van 2009 waarbij Bennebroek aan de gemeente werd toegevoegd. De vlag heeft daarom een vijfde groene baan erbij gekregen. De vlag kan als volgt worden beschreven:
Een witte broeking en een vlucht van negen banen van gelijke hoogte, afwisselend groen en wit, met op het midden van de broeking drie zwarte meerbladen met een hoogte van 1/5 van de vlaghoogte en gecentreerd op 3/14, 1/2 en 11/14 van de vlaghoogte.

## Voorgaande vlag

De vlag van bloemendaal tussen 1981 en 2019

Op 21 mei 1981 werd bij raadsbesluit de eerste vlag van Bloemendaal vastgesteld. De gemeenteraad van de gemeente Bloemendaal heeft toen besloten dat de gemeentelijke vlag er als volgt uitziet:
Een witte broeking en een vlucht van zeven banen, waarvan de hoogten zich verhouden als 1 : 1 : 1 : 1 : 1 : 1 : 1, groen, wit, groen, wit, groen, wit en groen, met op het midden van de broeking ter hoogte van elke witte baan een zwart meerblad met een hoogte van 1/5 van de vlaghoogte.
De zwarte meerbladeren zijn afkomstig uit het gemeentewapen. De vier groene banen staan voor de vier kernen in de gemeente: Bloemendaal, Overveen, Aerdenhout en Vogelenzang. De vlag heeft dezelfde verhoudingen als de vlag van Nederland. Het ontwerp van de vlag is van K. van Keekem.